# Pol·lià
Pol·lià (en llatí Pollianus, en grec Πωλλιανός) va ser un poeta epigramàtic grec. D'aquest poeta consten cinc peces a l'Antologia grega. Per la primera d'aquestes peces es pensa que és probable que fos un gramàtic. Una altra peça està dedicada a un poeta de nom Florus probablement el poeta del temps d'Hadrià, el que situaria a Pol·lià a la primera meitat del segle ii.